# 무함마드 아지마
무함마드 아지마(영어: Mohamed Azima, 1968년 10월 17일 ~ )는 이집트의 전 축구 선수이다. K리그에서 등록명은 아지마를 사용하였으며 미드필더로 활약하였다. 울산 현대 호랑이 (현 울산 현대 축구단)에 입단하여 1996 시즌 한 시즌 동안 시즌 통산 18경기 1득점-1도움 (정규리그 13경기 1득점-0도움 / 리그컵 5경기 0득점-1도움)의 기록을 남겼다. 이집트 축구 국가대표팀 출신으로 1992년 아프리카 네이션스컵 출전 경력 등을 가졌지만 기대 만큼의 활약을 보여주지 못했다.